# Kristofor Lučić
Kristofor Lučić je bio hrvatski admiral u službi Mletačke Republike. Zapovijedao je komunalnom galijom Sv. Juraj (San Giorgio), sastavljenom od dragovoljne posade Šibenčana, kojom je grad Šibenik pridonio kršćanskim snagama u bitci kod Lepanta.